# Étienne de La Vaissière
Étienne de La Vaissière (* 5. November 1969 in Dijon) ist ein französischer Historiker und Orientalist.
Er ist seit 2011 Directeur d’Etudes (ordentlicher Professor, der die Leitung eines Lehrstuhles innehat) an der École des hautes études en sciences sociales, einer der 22 Grand établissement. Er lehrt mittelalterliche zentralasiatische Geschichte und ist spezialisiert auf Wirtschafts- und Sozialgeschichte der Region vom 4. bis 9. Jahrhundert, vor und nach der Ankunft des Islam.
Die Themenschwerpunkte seiner Forschungen bilden die Sogdier und die Invasion durch asiatische Nomadenvölker im 4. und 5. Jahrhundert (siehe Iranische Hunnen).
Er ist verheiratet und hat drei Kinder.

## Schriften
- Histoire des marchands sogdiens. De Boccard, Paris 2002 (rev. und erg. Ausg. 2004), ISBN 2-85757-060-0 (Bibliothèque de l’Institut des hautes études chinoises. Bd. 32). [englische Übersetzung: Sogdian Traders. A History. Leiden 2005]
- hrsg. mit Éric Trombert: Les Sogdiens en Chine. École française d’Extrême-Orient, Paris 2005, ISBN 2-85539-653-0 (Etudes thématiques. Bd. 17).
- Samarcande et Samarra. Elites d’Asie centrale dans l’empire abbasside. Association pour l’avancement des études iraniennes, Paris 2007, ISBN 978-2-910640-21-7 (Studia Iranica. Heft 35).
- Islamisation de l’Asie centrale. Processus locaux d’acculturation du VIIe au XIe siècle. Association pour l’avancement des études iraniennes, Paris 2008, ISBN 978-2-910640-25-5 (Studia Iranica. Heft 39).